# John Murray Ø
John Murray Ø är en ö i Avannaarsua på Grönland. Dess yta är 121 km2. Den hade inga invånare år 2005.